# گیرنده (بیوشیمی)

یک گیرنده غشایی

در بیوشیمی، گیرنده یا رِسِپتور (به انگلیسی: Receptor) به یک مولکول پروتئینی گفته می‌شود که بر سطح یا در عرض غشای پلاسمایی سلول یا درون سیتوپلاسم جاسازی شده‌است تا نشانه‌های مولکولی متحرک (لیگاند) به آن‌ها بچسبند. مولکولی که به گیرنده می‌چسبد لیگاند نام دارد و ممکن است یک پپتید، هورمون، یک دارو یا یک سم باشد و وقتی که اتصال انجام شود و گیرنده با آن تطبیق کند، گیرنده تغییر شکل داده و باعث شروع یک زنجیره پاسخ‌ها توسط سلول می‌شود.
گیرنده‌ها پیام‌های خارج سلولی را دریافت کرده و اثر این پیام‌ها یا خود پیام را به درون سلول منتقل می‌کنند ضمن اینکه به صورت اختصاصی عمل می‌کنند به این معنا که هر لیگاند، گیرندهٔ مخصوص به خود را دارد.
(پس از ترکیب) کمپلکس لیگاندگیرنده ↔ لیگاند + گیرنده (پیش از ترکیب)
بعبارت دیگر، اگر در رابطه بالا L نماینده لیگاند و R نماینده گیرنده باشد، رابطه به‌صورت
{\displaystyle L+R\ \rightleftharpoons \ L\!\cdot \!R}
تعریف می‌شود.

## بازشناسی

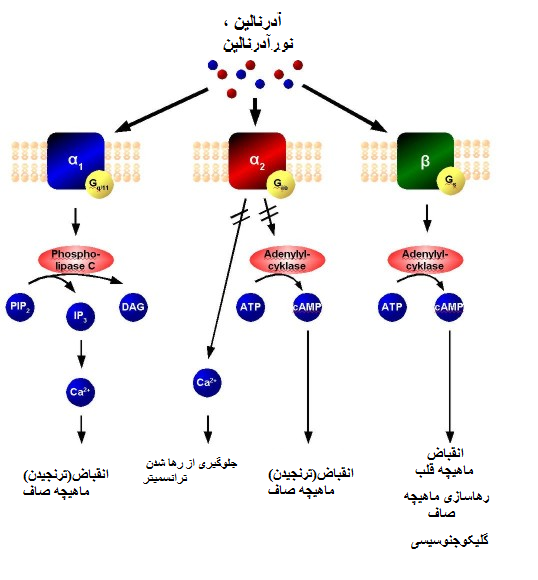
گیرنده آدرنرژیک

نگرش و مطالعه اثر گیرنده‌های سلولی و ترکیب آن‌ها با لیگاندها از آنجا که برای دانش دارو شناسی(فارماکولوژی) در شناخت اثر داروها مهم می‌نمود، با روش‌های کریستالوگرافی ایکس، اینترفرومتری لیزری و همچنین شبیه‌سازی کامپیوتری به اجرا درآمد.

## انواع گیرنده‌ها
گیرنده‌ها بسته به کارشان در جاهای مختلف سلول قرار دارند، مثلاً نوعی از آن‌ها بر سطح سلول و غشای آن قرار دارند ولی هیچ ارتباطی با درون سلول ندارند (گیرنده‌های پیرامونی یا پریفرال) و برخی از گیرنده‌ها درون یاخته‌ای و درون هسته‌ای هستند. بنابر اثری که در ترکیب با لیگاندها ایجاد می‌کنند و جای قرار گرفتن آنها، به گروه‌های زیر تقسیم می‌گردند:
1. بر روی غشای سلولی:گیرنده‌های هورمون‌های پپتیدی یا پلی پپتیدی و پیام رسانهای عصبی (نوروترانسمیتر) بروی غشای پلاسمایی قرار دارد و خود بر دو نوع هستند:
  1. متابوتروپیک: که به وسیلهٔ تحریک عمل می‌کنند و به‌طور عمده از جی‌پروتئین برای انتقال پیام استفاده می‌کنند.
  2. یونوتروپیک: که به‌طور مستقیم در انتقال یونها بین سلول و ماتریس برون‌یاخته‌ای نقش دارند.
2. در سیتوپلاسم (درون سلولی): گیرنده هورمون‌های استروئیدی در سیتوپلاسم قرار دارد.
3. درون هسته: مانند گیرنده تیروکسین که از غده تیروئید ترشح می‌شود و پس از عبور از غشای سلولی وارد هسته شده و در دی ان ای سازی و بیان ژن دخالت می‌کند

## آگونیست و آنتاگونیست
یک گیرنده سلولی در پیوند با لیگاندهای مختلف، ممکن است پاسخ یکسانی ارائه ندهد. پاسخ گیرنده به لیگاند به نوع لیگاند بستگی دارد.
- لیگاند آگونیست: که با اتصال به گیرنده ایجاد بالاترین پاسخ بیولوژیک را موجب می‌شود. بیشتر لیگاندهای طبیعی بدن آگونیست هستند. نوعی آگونیست با پاسخ ضعیفتر در گیرنده نیز وجود دارد که به آگونیست ناقص معروف است.
- لیگاند آنتاگونیست: با آنکه شکل و نوع یک لیگاند آگونیست را دارد و بر گیرنده می‌نشیند، اما پاسخی را در سلول به دنبال نخواهد داشت و به اصطلاح بلاک‌کننده گیرنده است (بعنوان مثال بلاک کننده بتا) و در عین حال بعلت اشغال جایگاه در گیرنده، لیگاندهای آگونیست قادر به ترکیب با این گیرنده نخواهند بود.

## گیرنده‌هایهورمونها
اولین مرحله برای شروع اثر هورمون، اتصال به گیرنده‌های اختصاصی در سلول هدف است. سلول‌هایی که چنین گیرنده‌هایی ندارند به هورمون پاسخ نمی‌دهند به همین دلیل است که هورمونها اختصاصی عمل می‌کنند. گیرنده‌های هورمون‌ها در غشاء سلول هدف، در سیتوپلاسم یا در هسته قرار دارند. پس از اتصال هورمون به گیرنده خود، معمولاً زنجیره‌ای از واکنش‌ها درسلول آغاز می‌شود که هر مرحله آن، از مرحله قبلی قوی تر است. در نتیجه مقدار بسیار کمی از هورمون می‌تواند تأثیر بسزایی در سلول‌های متعدد داشته باشد.
موقعیت انواع گیرنده‌های هورمونی عبارت است از:
گیرنده در سطح یا غشاء سلولی: این نوع گیرنده‌ها مخصوص هورمون‌های پپتیدی و کاتکول آمین‌ها هستند.
گیرنده در داخل سیتوپلاسم: گیرنده‌های مربوط به هورمون‌های استروئیدی اغلب در سیتوپلاسم قرار دارند.
گیرنده در داخل هسته: گیرنده‌های مربوط به هورمونهای تیروئید در هسته قرار دارند.
البته این را هم باید بدانیم که تعداد گیرنده‌ها و نیز حساسیت آن‌ها به هورمون نیز بسیار مهم است. برخی از هورمون‌ها موجب افزایش و برخی سبب کاهش تعداد گیرنده می‌شوند.